# Beniamino Marcone
Beniamino Marcone (Roma, 28 luglio 1982) è un attore italiano.

## Biografia
Diplomatosi presso il Centro sperimentale di cinematografia, fin dal 2003 è sulle scene teatrali per numerose produzioni.
Ha collaborato in progetti curati da Marco Bellocchio, Daniele Luchetti, oltre ad essere stato diretto da Malcom McKay e Lenore Lohman.
Debutta al cinema nel 2009 con Feisbum - Il film, pellicola in otto episodi ispirata al famoso social network.
Nel 2010 partecipa al film 20 sigarette diretto da Aureliano Amedei e l'anno successivo è sul set di Febbre da fieno, opera prima della regista Laura Luchetti.
Nel 2012, sotto la regia di Gianluca Maria Tavarelli, arriva il suo debutto da coprotagonista nella serie Tv di Rai 1 Il giovane Montalbano, tratta dai racconti di Andrea Camilleri. Nella serie interpreta il ruolo di Giuseppe Fazio.
Da settembre 2012 è tra i protagonisti della quinta stagione della serie TV di Canale 5 I Cesaroni nelle vesti di Diego Bucci, figlio adottivo dei personaggi di Max Tortora ed Elda Alvigini.
Nel 2013 è al cinema con una partecipazione nel film Il venditore di medicine diretto dal regista Antonio Morabito e che vede protagonisti gli attori Claudio Santamaria e Isabella Ferrari.
Nel 2014 torna a recitare nelle vesti dell'ispettore Giuseppe Fazio per la seconda stagione della serie tv Il giovane Montalbano, prodotta da Rai Fiction e Palomar con la firma di Andrea Camilleri e Francesco Bruni.
Contemporaneamente all'attività d'interprete, svolge l'attività di doppiatore, prestando la voce ad animazioni, documentari e film, nonché di regista documentarista, oltre a curare progetti di comunicazione multimediale.

## Teatro
- La patente, di Luigi Pirandello, regia di Paolo Manganiello (2003)
- Il muratore, di Stefano Benni, regia di Beniamino Marcone (2004)
- Il Natale di Harry, di Steven Berkoff, regia di Antonio Serrano (2004)
- Mi piace lavorare (Mobbing), di Francesca Comencini, regia di Antonio Serrano (2004)
- Suoni e voci dal Sud del mondo, di Dante Maffia, regia di Annateresa Eugeni (2005)
- Antologia di Spoon River, recital, di Edgar Lee Masters, registi vari (2006)
- Sbarco clandestino, di Dante Maffia, regia di Annateresa Eugeni (2006)
- Dal naso al cielo, di G.M. Cervo, regia di Malcolm McKay (2007)
- Dubbi, regia di Lenore Ascione Lohman (2007)
- Gabriele, di Fausto Paravidino, regia di Lorenzo d'Amico De Carvalho (2008)
- Fin, testo e regia di Manuela Infante - Compagnia del Cile (2008)
- Brucia, regia di Marta Gilmore (2009)
- Un posto luminoso chiamato giorno, di Tony Kushner, regia di Lorenzo d'Amico De Carvalho (2010)
- Centocinquanta la gallina canta, di Achille Campanile, regia di Lorenzo d'Amico De Carvalho (2010)
- Pericolosamente, di Eduardo De Filippo, regia di Lorenzo d'Amico De Carvalho (2010)
- La presa del potere di Cosimo de' Medici, di Suso Cecchi D'Amico e Silvia D'Amico Bendicò, regia di Lorenzo d'Amico De Carvalho (2015)

## Filmografia

### Cinema
- Interferenze, regia di Alessandro Capitani e Alberto Mascia (2008)
- All Human Rights for All, segmento La luce, regia di Anne Ritta Ciccone (2008)
- Feisbum - Il film, episodio Siempre!, regia di Mauro Mancini (2009)
- 20 sigarette, regia di Aureliano Amadei (2010)
- Febbre da fieno, regia di Laura Luchetti (2011)
- La crisi petrolifera degli anni 70, regia di Guido Tortorella (2011)
- Pasolini, la verità nascosta, regia di Federico Bruno (2012)
- Il venditore di medicine, regia di Antonio Morabito (2013)
- I'm, regia di Anne Riitta Ciccone (2016)
- Quel bravo ragazzo, regia di Enrico Lando (2016)
- Il colore nascosto delle cose, regia di Silvio Soldini (2017)
- Gli anni belli, regia di Lorenzo d'Amico de Carvalho (2022)
- Il nibbio, regia di Alessandro Tonda (2025)

### Televisione
- Il giovane Pertini, regia di Andrea Rovetta (2010)
- Cabine, regia di Enrico Lando (2010)
- Rex, regia di Marco Serafini - 1 episodio (2011)
- Il giovane Montalbano, regia di Gianluca Maria Tavarelli (2012)
- I Cesaroni, regia di Francesco Vicario (2012-2014)
- Il giovane Montalbano - seconda stagione, regia di Gianluca Maria Tavarelli (2015)
- Prima che la notte, regia di Daniele Vicari – film TV (2018)
- Alfredino - Una storia italiana, regia di Marco Pontecorvo - miniserie TV (2021)
- Per Elisa - Il caso Claps, regia di Marco Pontecorvo - miniserie TV (2023)
- Mascaria, regia di Isabella Leoni - film TV (2024)